# 王思善
王思善（1572年—1601年），號響南，湖廣黄州府黄陂县官籍，明朝政治人物。

## 生平
万历二十八年（1600年）庚子科湖廣乡试舉人，二十九年（1601年）聯捷辛丑科進士，琼林宴之日上马破卵而亡。

## 家族
曾祖王守盛。祖父王之儒。父王立捷。